# Piz Laviner
Piz Laviner är en bergstopp i Schweiz.   Den ligger i regionen Albula och kantonen Graubünden, i den östra delen av landet, 180 km öster om huvudstaden Bern. Toppen på Piz Laviner är 3 137 meter över havet, eller 140 meter över den omgivande terrängen. Bredden vid basen är 1,0 km.
Terrängen runt Piz Laviner är huvudsakligen bergig, men den allra närmaste omgivningen är kuperad. Närmaste större samhälle är St. Moritz, 10,4 km sydost om Piz Laviner. 
Trakten runt Piz Laviner består i huvudsak av gräsmarker. Runt Piz Laviner är det glesbefolkat, med 15 invånare per kvadratkilometer.